# Штриппельманн, Лео
Лео Балтазар Леберехт Штриппельманн (нем. Leo Strippelmann; 26 июля [7 августа] 1826, Кассель — 17 [29] июня 1892, Бад-Энхаузен, Северный Рейн-Вестфалия) — немецкий горный инженер, горнопромышленник и парламентарий.

## Биография
Родился 26 июля (7 августа) 1826 года в Касселе в семье обер-берг-инспектора избирательного округа Гессен Эрнста Фридриха Штриппельманна (1796—1866), который был известен в добыче лигнита в Кургессене.
После обучения у частных репетиторов поступил в Политехнический институт в Касселе, изучал горное дело и металлургию в Геттингенском университете имени Георга-Августа и во Фрайбергской горной академии. С 1844 года — член Корпуса Хассо-Насовия Геттингена. В 1847 году сдал первый государственный экзамен в высшую государственную горную службу в Кургессене.
В 1850 году назначен горнодобывающим управлением в Хабихтсвальде, вскоре после чего назначен управляющим добычи медных сланцев и рудных жил в Верратале и их исследованиях в Richelsdorfer Hütte. В 1853 году получил отпуск для работы на металлургическом, медном, серебряном и свинцовом заводе фон Манца на Буковине. В 1854 году назначен директором княжеского металлургического завода Ханау в Хорзовице (Богемия), где проработал 18 лет. В 1858 году женился на Марии фон Шмерфельд.
В 1872 году, после непродолжительного пребывания в должности главного директора металлургической компании Эрцгебирге (Комотау), стал совладельцем металлургического завода Кеула (возле Мускау), который был выставлен на продажу принцем Нидерландов Фридрихом. Позже вошёл в совет директоров Rositzer Braunkohlenwerke AG в Альтенбурге, членом которого был 18 лет.
В 1872—1874 годах по приглашению Александра Поля возглавил экспедицию по геологическому изучению Криворожского рудного района: обнаружены залежи железной руды, определены зоны залегания руд. Результаты экспедиции имели большое практическое применение, в 1873 году в Лейпциге и Санкт-Петербурге была издана книга «Южнорусские месторождения магнитного и зеркального железа в Екатеринославской и Херсонской губерниях».
Под руководством проводились многочисленные бурения каменного угля в Богемии, нефти и соли в Витце-Штайнферде (1875), в районе Целле и в Эльзасе (1879).
В 1879 году получил вызов от Società Italiana delle Miniere Petroleifere в Милане для горной геологической разведки нефтяных месторождений в районе Terra die Lavoro. В 1880 году стал генеральным директором объединённого щелочного завода AG. В 1885 году перенёс резиденцию из Гёрлица в Берлин.
В 1879—1882 годах — депутат от избирательного округа Лигниц 8 (Лаубан, Гёрлиц) в прусской палате представителей. Состоял во фракции Свободной консервативной партии.
Умер 17 (29) июня 1892 года в Бад-Энхаузене.

## Научная деятельность
Автор статей о месторождениях и добыче полезных ископаемых.

### Научные труды
- Месторождения железной руды Швеции с особым упором на горнодобывающий район Норберг-Вестманнланд, 1873. (нем.)
- Южнорусские месторождения магнитного и зеркального железа в Екатеринославской и Херсонской губерниях, 1873. (нем.)
- Техника глубокого бурения на службе горной и железнодорожной техники, 1874. (нем.)
- Нефтяная промышленность Австрии-Германии, Карлсруэ, 1878—1879. (нем.)
- Метод бурения с жёсткими штангами и аппаратом свободного падения и бурение алмазной трубкой (…), вместе с критическим исследованием бурильного аппарата В. Стоза, Клагенфурт, 1878. (нем.)

## Память
- Именем назван минерал леонит[6].

- В Кривом Роге одна из улиц имеет название Леона Штриппельмана